# Aricidea finitima
Aricidea finitima är en ringmaskart som beskrevs av Strelzov 1973. Aricidea finitima ingår i släktet Aricidea och familjen Paraonidae. Inga underarter finns listade i Catalogue of Life.